# Ixion (König von Korinth)
Ixion (altgriechisch Ἰξίων Ixíōn), der Sohn des Aletes, war in der griechischen Mythologie ein Dorer und Nachkomme des Herakles. Er war der Vater des Agelas I.
Nach Eusebius von Caesarea folgte er seinem Vater auf den Thron von Korinth für 37 Jahre.

## Weblink
- Merton-Manuskript, 58 r (Latein)

| Vorgänger | Amt                                                          | Nachfolger |
| --------- | ------------------------------------------------------------ | ---------- |
| Aletes    | König von Korinth 1036/5–998/7 v. Chr. (fiktive Chronologie) | Agelas I.  |